# الکس هاچینسون
الکس هاچینسون (انگلیسی: Alex Hutchinson؛ زادهٔ) طراح بازی، و مدیر نوآوری اهل استرالیا است. او برای فعالیتش به عنوان توسعه‌دهنده خلاقیت در بازی‌های یوبی‌سافت مانند  اساسینز کرید ۳ و فار کرای ۴ شناخته شده‌است.